# Миклашівська сільська рада (Пустомитівський район)
Миклашівська сільська рада — орган місцевого самоврядування у Пустомитівському районі Львівської області з адміністративним центром у с. Миклашів.

## Загальні відомості
Історична дата утворення: в 1946 році. Водоймища на території, підпорядкованій даній раді: річка Миклашівка.

## Населені пункти
Сільраді підпорядковані населені пункти:
- с. Миклашів
- c. Підгірне

## Склад ради
- Сільський голова: Пугач Михайло Іванович
- Секретар сільської ради: Возна Ольга Василівна
- Бухгалтер сільської ради: Моравська Галина Михайлівна
- Загальний склад ради: 18 депутатів

### Керівний склад ради
| ПІБ                    | Основні відомості                                                 | Дата обрання | Дата звільнення |
| ---------------------- | ----------------------------------------------------------------- | ------------ | --------------- |
| Пугач Михайло Іванович | Сільський голова, 1957 року народження, освіта, безпартійний      | 26.03.2006   | 31.10.2010      |
| Пугач Михайло Іванович | Сільський голова, 1957 року народження, освіта вища, безпартійний | 31.10.2010   |                 |

Примітка: таблиця складена за даними джерела

### Депутати
Результати місцевих виборів 2010 року за даними ЦВК
| № зп                                  | № округу                              | Прізвище, ім'я, по батькові           | Дата визнання обраним                 | Відомості про обраного депутата                                        |
| Політична партія Народний Рух України | Політична партія Народний Рух України | Політична партія Народний Рух України | Політична партія Народний Рух України | Політична партія Народний Рух України                                  |
| ------------------------------------- | ------------------------------------- | ------------------------------------- | ------------------------------------- | ---------------------------------------------------------------------- |
| 1                                     | 18                                    | Білик Наталя Василівна                | 05.11.2010                            | Освіта вища, позапартійна, с. Підгірне, медсестра                      |
| Самовисування                         |                                       |                                       |                                       |                                                                        |
| 1                                     | 1                                     | Возна Ольга Василівна                 | 05.11.2010                            | Освіта вища, позапартійна, Миклашівська сільська рада, секретар        |
| 2                                     | 2                                     | Зарума Василь Степанович              | 05.11.2010                            | Освіта вища, позапартійний, УАНН, інженер                              |
| 3                                     | 3                                     | Копитко Володимир Ярославович         | 05.11.2010                            | Освіта вища, позапартійний, тимчасово не працює                        |
| 4                                     | 4                                     | Микіцький Олег Богданович             | 05.11.2010                            | Освіта вища, позапартійний, Орлан, інженер                             |
| 5                                     | 5                                     | Моравська Галина Михайлівна           | 05.11.2010                            | Освіта вища, позапартійна, Миклашівська сільська рада, бухгалтер       |
| 6                                     | 6                                     | Бакалець Ірина Володимирівна          | 05.11.2010                            | Освіта вища, позапартійна, Миклашівська загальноосвітня школа, вчитель |
| 7                                     | 7                                     | Бенюк Галина Михайлівна               | 05.11.2010                            | Освіта вища, позапартійна, Миклашівська загальноосвітня школа, вчитель |
| 8                                     | 8                                     | Думка Василь Володимирович            | 05.11.2010                            | Освіта середня, позапартійний, тимчасово не працює                     |
| 9                                     | 9                                     | Обаль Сергій Зеновійович              | 05.11.2010                            | Освіта вища, позапартійний, приватний підприємець                      |
| 10                                    | 10                                    | Процакевич Іван Леонович              | 05.11.2010                            | Освіта середня, позапартійний, м. Львів, водій                         |
| 11                                    | 11                                    | Сарамака Ольга Володимирівна          | 05.11.2010                            | Освіта вища, позапартійна, Амбулаторія, лікар                          |
| 12                                    | 12                                    | Бучинський Василь Миронович           | 05.11.2010                            | Освіта вища, позапартійний, м. Львів, лікар                            |
| 13                                    | 13                                    | Лісний Василь Володимирович           | 05.11.2010                            | Освіта середня, позапартійний, тимчасово не працює                     |
| 14                                    | 14                                    | Закорченний Мирон Степанович          | 05.11.2010                            | Освіта вища, позапартійний, УМЕСГ, інженер                             |
| 15                                    | 16                                    | Коротких Володимир Вікторович         | 05.11.2010                            | Освіта вища, позапартійний, тимчасово не працює                        |
| 16                                    | 17                                    | Пйонтик Юрій Людвигович               | 05.11.2010                            | Освіта вища, позапартійний, ІМЕСГ, науковець                           |